# 斯特列利納河
66°04′08″N 38°38′43″E / 66.06889°N 38.64528°E

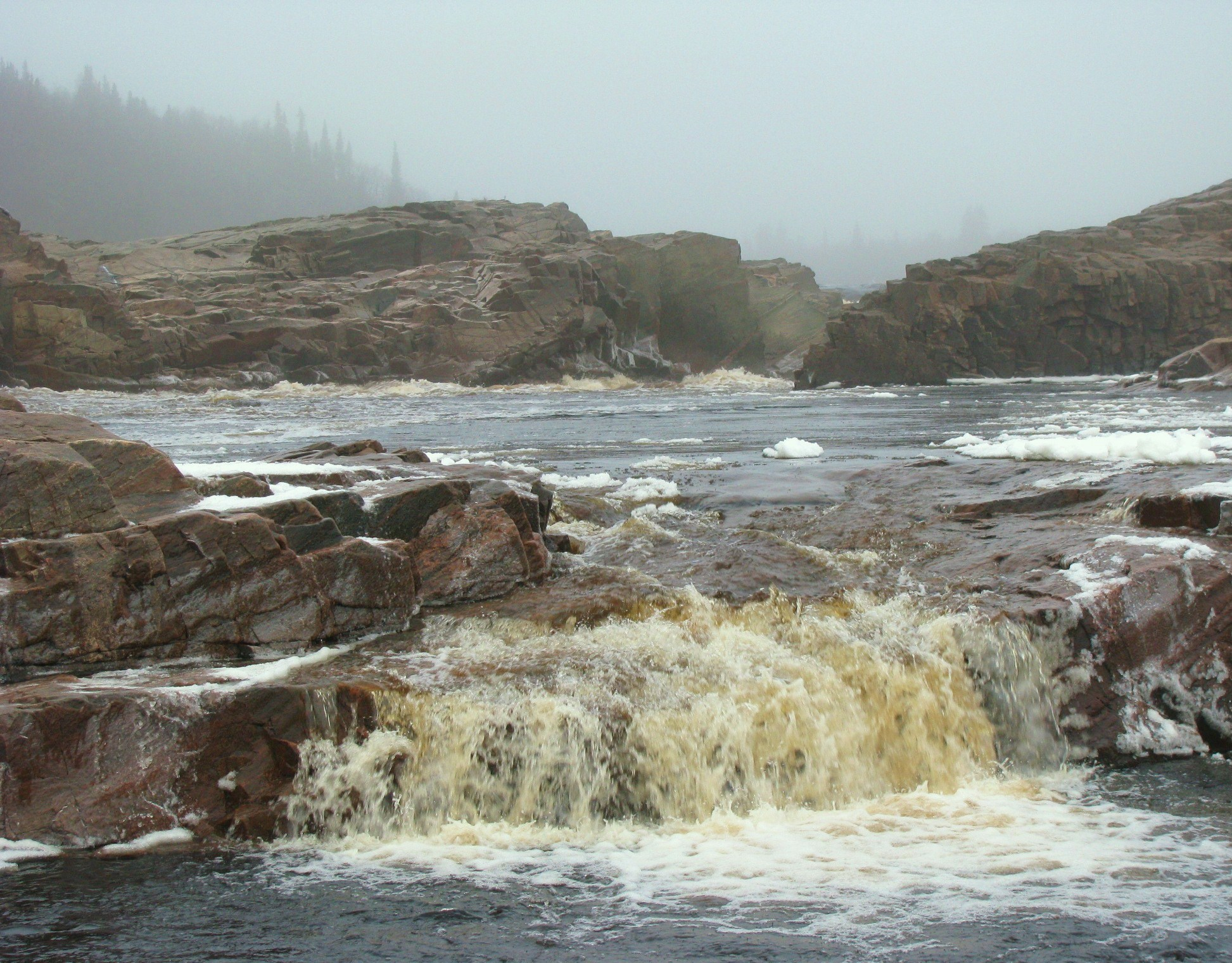

斯特列利納河（俄语：Стрельна），是俄羅斯的河流，位於該國西北部摩爾曼斯克州，處於科拉半島南部，最終注入白海，河道全長213公里，流域面積2,770平方公里。